# Дудино (Великоустюгский район)
Дудино — деревня в Великоустюгском районе Вологодской области.
Входит в состав Юдинского сельского поселения, с точки зрения административно-территориального деления — в Юдинский сельсовет.
Расстояние до районного центра Великого Устюга по автодороге — 2 км.
По переписи 2002 года население — 10 человек.